# Hươu Florida
Hươu Florida (Danh pháp khoa học: Odocoileus virginianus clavium) là một là một phân loài của hươu đuôi trắng (Odocoileus virginianus) chỉ sống trong vùng Florida Keys ở Hoa Kỳ. Đây là động vật đang bị đe dọa tuyệt chủng. Hươu Florida, loài nằm trong danh sách động vật có nguy cơ tuyệt chủng với khoảng 1.000 cá thể trên toàn thế giới.

## Phân bố
Phạm vi sống của con nai ban đầu bao trùm tất cả các vùng thấp ở Florida Keys (nơi hồ nước đọng tồn tại), nhưng bây giờ được giới hạn trong một đoạn của Florida Keys từ khoảng Sugarloaf Key đến Bahia Honda Key. Nai sống trong tất cả các đảo trong mùa mưa khi nước uống nói chung là có sẵn ở đây và chúng tản mác khỏi đảo khi nguồn cung cấp lâu năm của nước ngọt trong mùa khô.
Nai này sống sống gần như tất cả môi trường sống trong phạm vi của chúng, bao gồm cả vùng đồi thông, rừng thông, trảng cây phong, rừng ngập mặn và đất ngập nước. Chúng có thể ăn hơn 150 loại thực vật nhưng ở những khu rừng ngập mặn thì quả cọ tranh tạo nên một phần quan trọng nhất của chế độ ăn uống của chúng. Môi trường sống ở đồi đá rừng thông là tốt cho chúng vì nó thường xuyên cung cấp nước ngọt (hươu này ít khi uống nước lợ) Việc phá hủy môi trường sống do sự xâm lấn của con người gây ra nhiều sự suy giảm số lượng của loài nai.

## Đặc điểm
Hươu Florida này có thể được công nhận là một phân loài riêng rẽ bởi kích thước đặc trưng của nó. Chúng nhỏ hơn so với tất cả các hươu đuôi trắng khác. Con đực trưởng thành (tiếng địa phương gọi là Bucks) thường nặng khoảng từ 25-34 kg (55-75 lb) và chiều cao khoảng 76 cm (30 in) tính đến chiều cao ở vai. Con cái trưởng thành thường nặng từ 20 đến 29 kg (44 đến 64 lb) và có chiều cao trung bình 66 cm (26 in) tính đến vai.
Những con hươu có một màu nâu đỏ chuyển sang màu xám - nâu, Những con nai dậy thì thường có một màu vàng nhạt. Gạc được xuất hiện ở những con nai đực vào giữa tháng hai và tháng ba và tái sinh vào tháng Sáu. Khi gạc đang phát triển, chúng được phủ một lớp nhung màu trắng. Nai Florida bơi rất giỏi, chúng dễ dàng bơi qua lại giữa các đảo.
Chúng sống gần gũi với con người tuy nhiên nhiều con nai có chút sợ hãi tự nhiên cố hữu của nó. Những con nai này thường được tìm thấy trong sân của cư dân và hai bên đường nơi cây ngon và hoa phát triển, chúng thường bứt cây trồng của con người. Do sống bên đường nên điều này thường dẫn đến những vụ tai nạn giao thông va chạm xe, chẹt xe và những con hươu này vào ban đêm thì rất khó cho người tài xế có thể tránh né khi bất chợt.

## Lịch sử
Con nai Florida được cho là một phân loài của hươu đuôi trắng đã di cư đến Florida Keys từ đất liền qua một dãi đất trong thời kỳ băng hà Wisconsin. Sự ghi nhân sớm nhất được nêu đến tài liệu tham khảo bằng văn bản từ các tác phẩm của Hernando de Escalante Fontaneda, một thủy thủ Tây Ban Nha bị đắm tàu ở Florida Keys và bắt giữ người Mỹ bản địa trong những năm 1550.

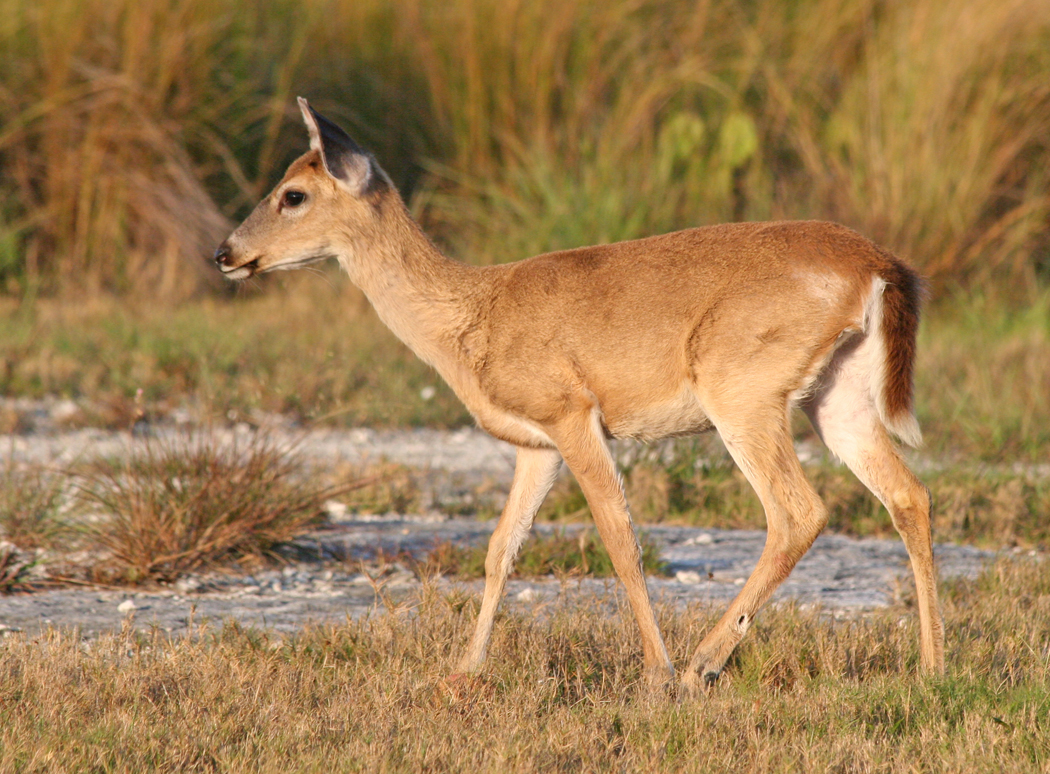

Do sự gần gũi, hầu hết loài nai đã mất nỗi sợ hãi với con người. Hiện nay, bên cạnh việc mất môi trường sống là lý do chính tại sao chúng đang trở nên tuyệt chủng. Loài nai bị săn đuổi như một nguồn cung cấp thực phẩm của các bộ tộc bản địa, các thủy thủ và người định cư. Việc săn bắn chúng đã bị cấm vào năm 1939, nhưng nạn săn bắn tràn lan và phá hủy môi trường sống gây ra các phân loài giảm mạnh đến gần tuyệt chủng vào những năm 1950. Một tổ chức bảo vệ chúng được thành lập vào năm 1957.
Ước tính dân số gần đây đưa dân số của chúng có từ 300 đến 800 và đưa nó vào danh sách các loài nguy cấp. Tai nạn giao thông cũng là một mối đe dọa lớn, trung bình từ 30 đến 40 bị giết chết mỗi năm do tai nạn và trên 70% tỷ lệ tử vong hàng năm. Tuy nhiên, dân số đã có một sự gia tăng đáng khích lệ kể từ năm 1955 và dường như đã ổn định trong những năm gần đây. Tuy nhiên, sự xâm lấn của con người gần đây vào môi trường sống mong manh và tỷ lệ tương đối thấp của nai sinh sản.
Người ta đã dành riêng cho loài nai này một khu vực trong đó bao gồm khoảng 8.500 mẫu Anh (34 km2) trên vùng đất Big Pine, No Name Key, và một số hòn đảo nhỏ hơn không có người ở. Không phải tất cả các vùng đất nơi trú ẩn được bảo vệ như vùng đất công cộng, bất chấp những nỗ lực lớn để trưng mua những vùng đất dành môi trường sống riêng tư và bảo vệ nơi trú ẩn, khoảng 5.000 mẫu Anh (20 km2) hiện vẫn còn trong sở hữu tư nhân và có khả năng có thể được phát triển. Khoảng 1.000 mẫu Anh (4,0 km2) đất tư nhân đó là những khu dân cư trung tâm cho những con nai. 
Trong năm 2006, một kế hoạch bảo tồn môi trường sống của chúng đã được ban hành bởi Monroe County. Nơi trú ẩn cũng có sự kiểm soát của những con chó hoang mà chúng thường tấn công con nai.

## Nguy cơ
Hiện nay có những con ruồi ăn thịt chưa rõ nguồn gốc đang tấn công loài hươu Floria ở thành phố Key West, quận Monroe, bang Florida, Mỹ, khiến ít nhất 60 con hươu chết trong đau đớn. Những ấu trùng ruồi ăn thịt đang tấn công loài hươu ở bang Florida, Mỹ và biến chúng thành các xác sống nhanh chóng tử vong sau 7-14 ngày. Trứng ruồi nở ra dòi, chúng bám trên các vết thương hở của động vật. Hươu Florida là đối tượng rất dễ bị tấn công bởi loài ruồi này, vào mùa động dục của loài hươu. Chúng thường xuyên đánh nhau, gây ra các vết thương, thu hút ruồi bay tới. Khi đã nhiễm bệnh, tỷ lệ tử vong của hươu rất cao.
Những con ruồi cái đẻ trứng trên vết thương hở của con vật, đặc biệt là trên đầu. Trứng ruồi nở thành dòi, chúng ăn các mô sống từ vật chủ, biến những con hươu thành xác sống với phần đầu bị tổn thương nghiêm trọng. Những con bị lây nhiễm rời khỏi đàn và nếu không được chữa trị, nó sẽ chết trong vòng 7–14 ngày. Sau đó, các con dòi rơi xuống, chui sâu vào lòng đất và trở thành ruồi trong vài ngày. Một con ruồi cái có thể đẻ hàng nghìn trứng trong vòng đời của mình. Phương pháp giải quyết tình trạng này là thả những con ruồi đực vô sinh vào quần thể, khiến ruồi cái không thể đẻ trứng mới, từ đó làm giảm số lượng ruồi.